# LEQUIOS
『LEQUIOS』（レキオス）はDA PUMPの6枚目のオリジナル・アルバム。2005年12月28日に発売された

## 概要
前作『疾風乱舞 -EPISODE II-』から1年半ぶりとなる6枚目のアルバム。
タイトルの『LEQUIOS』とは、琉球を意味する古いポルトガル語に由来。
前作に続きセルフプロデュース作品となっており、アジアがテーマになっている。
作詞,作曲,編曲のクレジットがグループ名から個人名に変更された。
通常盤CDとCD+特典DVD2枚組の初回限定盤の2形態で発売された。

## 収録曲
編曲：YUKINARI（特記以外）

### CD
1. Introduction (2:02)[1]
作曲：YUKINARI
2. Ding-dong (3:39)[1]
作詞：KEN・ISSA　作曲：KEN
3. Sagittarious a.k.a Serious (4:43)[1]
作詞・作曲：KEN
4. Bright! our Future (5:24)[1]
作詞：ISSA　作曲：ISSA・YUKINARI　編曲：YUKINARI・棚橋UNA信仁
東映配給映画「仮面ライダー THE FIRST」主題歌
5. WISH YOU WOULD (4:05)[1]
作詞：Pete Kearny, Götz v, Sydow, Ralf Hildenbeutel,ISSA,KEN
作曲：Pete Kearny, Götz v, Sydow, Ralf Hildenbeutel
6. 胸焦がす... (Album Version) (6:24)[1]
作詞・作曲：KEN・YUKINARI
7. I Know... (4:12)[1]
作詞：KEN・ISSA　作曲：KEN
8. Friday (3:48)[1]
作詞：KEN・ISSA　作曲：KEN・YUKINARI　編曲：YUKINARI・古澤多希
9. Bounce right now! (3:26)[1]
作詞：KEN　作曲：KEN・Takuya Harada　編曲：Takuya Harada
10. Like This (4:17)[1]
作詞・作曲：KEN　編曲：KEN・YUKINARI
洋画「サハラ死の砂漠を脱出せよ」テーマソング

### DVD
1. 胸焦がす...
2. Like This
3. Bright! our future （Original Version）
4. Recording Off-Shots & Self Liner Notes